# Деловое
Делово́е (укр. Ділове) — село в Раховской городской общине Раховского района Закарпатской области Украины.
Расположено в 190 км от Ужгорода и 140 км — от Ивано-Франковска. Недалеко проходит граница с Румынией.

## История
До войны село называли Трибушанами (укр. Трибушани, венг. Terebesfejérpatak, словац. Tribušany Biely Potok, рум. Tribusa Alba), поскольку здесь жили три брата Бушан. В 1946 году указом ПВС УССР село переименовано в Деловое (укр. Ділове), потому что в селе жили деловые люди.
В XIX веке в Трибушанах добывали железную руду в скалах горы Довгарунь. Средневековые штольни сохранились доныне. В 1861 году Калман Каган, еврей из румынского городка Сигет, построил ещё и стеклодувный завод. Приехали поляки, чехи, немцы, словаки, итальянцы. Они прокладывали для Австро-Венгрии железнодорожную колею в горах.
По переписи 1935 года в селе жили около 1000 украинцев/русинов, почти 300 евреев, 200 венгров, 60 чехов и 70 лиц других национальностей. Потомки итальянцев — Корадини, Манфреди, Делизотти, Бузи — живут здесь до сих пор.
В селе четыре церкви. Стоит деревянный храм Успения Пресвятой Богородицы, построенный в 1750 году. Крестьяне собрали деньги и обновили недавно фасад здания. В Деловом есть мраморный карьер.
В селе есть пекарня, две аптеки, филиал Сбербанка, погранзастава, амбулатория, лесничество, средняя школа, детский сад. Здесь начинается пешеходный и автомобильный туристические маршруты на гору Поп-Иван. Перед тем как отправиться в горы, нужно зарегистрироваться на погранзаставе, потому что за горой — уже румынская территория. Деловое стоит за 50 м от украинско-румынской границы. На противоположном берегу реки Тисы — румынское село Вишивска Долина Сигетского округа. Жители двух соседних стран перекликаются между собой через реку.

## Географический центр Европы

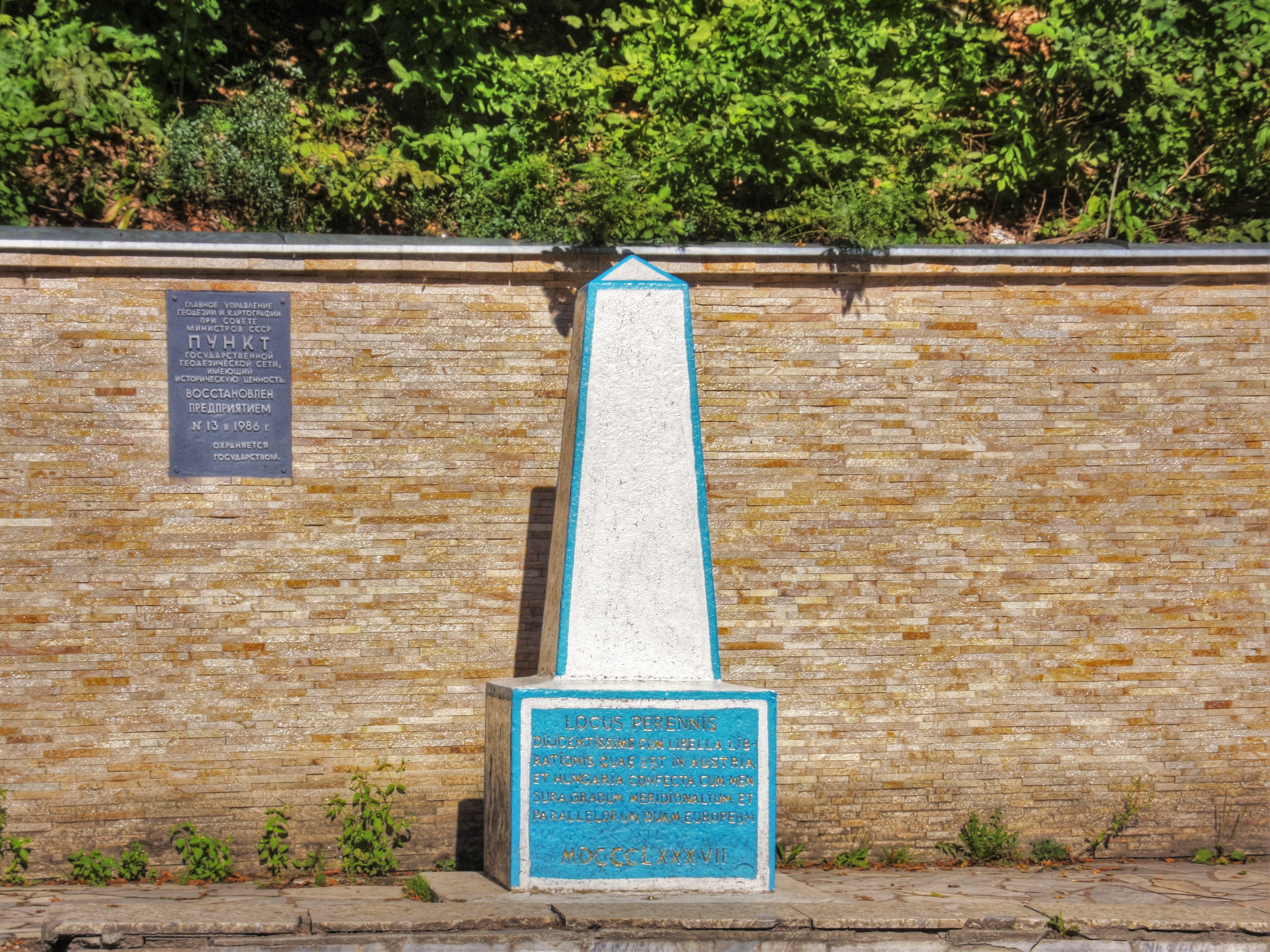
Геодезический знак «Географический центр Европы»

В селе Деловое расположен географический центр Европы, в 1887 году у дороги Мукачево—Рогатин установлен каменный столбик приблизительно 2 метра высотой, на котором латынью написано:

Постоянное место

Очень точно, специальным аппаратом, сделанным в Австрии и Венгрии, со шкалой меридианов и параллелей, установлен здесь Центр Европы

1887
Оригинальный текст (лат.)Locus Perennis

Dilicentissime cum libella librationis quae est in Austria et Hungaria confecta cum mensura gradum meridionalium et paralleloumierum Europeum

MDCCCLXXXVII

Здесь всегда много туристов и молодожёнов из близлежащих сёл. Неподалёку есть музей-колыба. В ней туристы останавливаются, чтобы отведать гуцульские блюда.

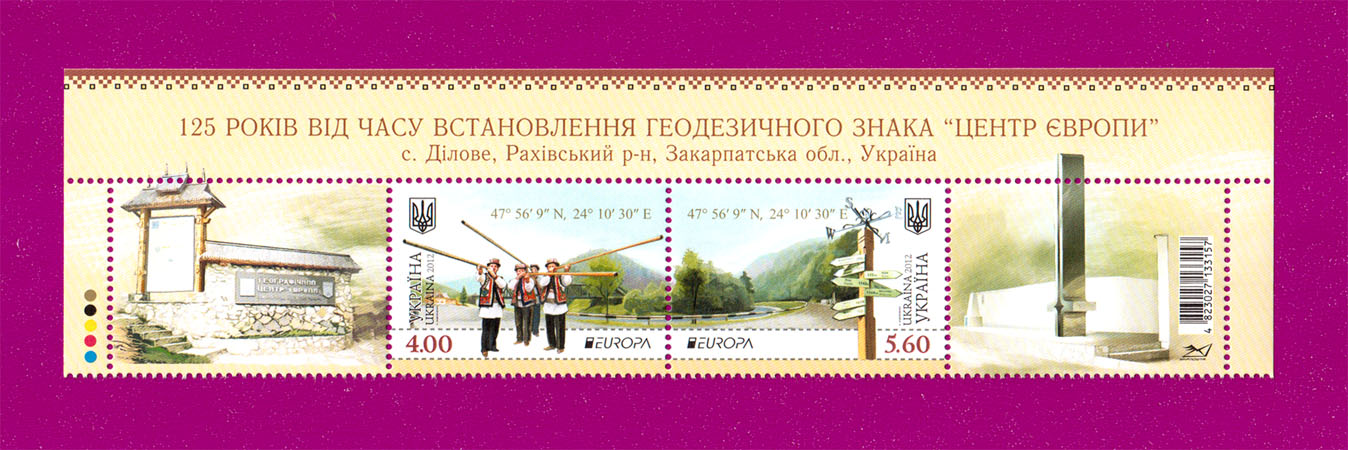
Почтовая марка Украины, посвящённая 125-летию установления знака «Центр Европы» в с. Деловое

## Другое
- Из Ужгорода микроавтобусы ездят сюда 10 раз в день. Первый рейс с автовокзала — в 6.30, последний — в 14.20. Длительность поездки — 5,5 часа.
- В Деловом родился Иван Рознийчук — закарпатский писатель, сатирик, известный под псевдонимом Марка Бараболи, по специальности учитель.
- С 2022 года в Деловое ходит пригородный поезд из Коломыи.